# 南通理工学院
南通理工学院（原名紫瑯职业技术学院）是位于江苏省南通市的一所民办普通高等学校，实行董事会管理下的院长负责制。

## 历史
- 2000年6月，成立，董事长为陈明宇。

## 专业设置
- 机电工程系
- 汽车运用工程系
- 船舶工程系
- 建筑工程系
- 工商管理系
- 应用外语系
- 软件工程系
- 生物技术系
- 继续教育学院
- 公共课教育部